# Максимовка (Тюкалинский район)
Максимовка — деревня в Тюкалинском районе Омской области. Входит в состав Бекишевского сельского поселения.
Деревня Максимовка расположена в северо-западной части Омской области. В 60 км на юг от районного центра — г. Тюкалинск и в 100 км на север от областного центра — г. Омск.
Другие ближайшие населённые пункты — с. Бекишево, с. Нагибино, д. Гуровка и другие.

## Физико-географическая характеристика
Населённый пункт д. Максимовка расположена в северо-западной части Омской области. В 60 км на юг от районного центра г. Тюкалинск и в 100 км на север от областного центра г. Омск.
В трёх километрах от села проходит федеральная трасса Р254 Тюмень — Ишим — Омск.
Так как деревня находится в лесостепной зоне вокруг имеются:
Озёра, болота, заболоченные местности.
С севера вдоль всей деревни находится заболоченная низменность,
Дальше севернее имеются озёра как Илюшино, Лобаново и другие.
На юго-западе болото Конное.
Лесные массивы (Берёза, сосна, осина и другие).
Сельскохозяйственные угодья (пашни, сенокосные угодья, поля для выпаса скота.

## Часовой пояс
Максимовка находится в часовой зоне МСК+3 (омское время). Смещение применяемого времени относительно UTC составляет +6:00.

## История
Деревня основана в 1907 году.
Столыпинская реформа (1906г) была политикой массового переселения крестьян из Брянской, Черниговской, Воронежской и др. областей за Урал, в Сибирь. Этим самым правительство хотело ослабить земельный голод во внутренних губерниях, а в Сибири было много пустующей земли. И так в феврале — марте 1907 года на просторах Тюкалинского уезда в наших местах, тогда ещё не обжитых, появились первые ходоки-переселенцы. Заметив бесчисленное множество заячьих следов, они и назвали свое поселение «Заячьи лапки». В 1909 году в Бекишевской волости встал вопрос о переименовании неблагозвучного названия деревни. На сходе один из местных мужиков, предлагая ведро самогона, хотел, чтобы назвали в его честь — «Кустичи». Но мужики не поддались соблазну, так как новое название было ничуть не лучше старого. Тогда кто-то предложил назвать в честь гостя, то есть приехавшего урядника-землемера Максимова. Так и порешили: будет Максимовка.
Первые жители:
Появились первые незамысловатые жилища- землянки, сделанные из пластов непаханой земли. Первоначально Заячьи лапки состояли приблизительно из 10 дворов, которые располагались на нынешней ул. Центральной. Вот фамилии первых жителей деревни: Иван Порфиненко, Павел Бесений, Федор Романенко,Николай Цацура, Шмойлов Семён и его братья,Бястик Лука,Раздымахо Никифор, Белый Павел и многие другие.
Основное население — украинцы.
Трудности освоения и успехи:
Максимовцы принимали участие во многих исторических событиях, которые иногда решали судьбу не только России, но и целого мира: это 1-Мировая война, Гражданская война, ВОВ и во многих других. Есть сведения, что через деревню проходили войска Колчака, которого люди боялись, так как солдаты могли войти в любую хату, взять то, что им надо. После освобождения Тюкалинского уезда от войск Колчака началась проводиться Политика Военного Коммунизма, основой которого была борьба с бандитами-кулаками и прод-разверсткой, вызвавшей недовольство среди крестьян: насильно и даром забирались продукты питания. Гражданская война закончилась, но жизнь лучше не стала: в результате продразверстки крестьяне остались один на один с голодом. Угроза голодной смерти нависла почти над каждой семьей, в деревне не было хлеба. В это время (с 1921г) Советская власть принимает решение о послаблении налога, наделяет каждую семью землей и оказывает посильную помощь в приобретении сельхозинвентаря, леса, поэтому многие семьи крепче становятся на ноги. Улучшалась жизнь и вообще в деревне, появился магазин, где можно было приобрести товар первой необходимости: спички, соль, керосин, ткань в трубках.
. С 1928г началась коллективизация, круто изменившая деревенский уклад и наложившая неизгладимый отпечаток на судьбы целых поколений. Коллективизация проходила трудно: людям нелегко было отдавать в общее пользование кровно нажитое. Такие семьи, как Свиридовых Николая и Михаила, Шкред Василия, Матросова Ивана, Бурделева Дементия не избежали раскулачивания. в основном максимовцы сожалели об их участи: ведь они были настоящими трудягами, а вовсе не эксплуататорами. И все же был организован колхоз «Светлый луч» (1 председатель — Екимов), дела в котором шли тяжело, урожаи были низкие, хоть и приходилось работать в буквальном смысле от зари до зари. Помимо этого колхозники были обложены непосильными налогами, при сборе которых могли забрать все, лишь бы выполнить план. Немного улучшилась жизнь лишь к 1936 году: стали выделять технику для молотьбы, трактора, построена ферма. Появляются первые активисты, пытающиеся просветить народ, хотя сами многого не понимали. Это Цацура К. П., Белый Д. П., Екимов А. За ними тянулась и молодежь: Коротков И. Д., Романенко М. К., Бястик С. Л., Исаев А. И., Раздымаха Н. Н., Кураев Г.
Огромный урон нанесла ВОВ: из небольшой деревни на фронт ушло более 120 человек (вернулось менее половины), многие работали в трудовой армии — в г.Омске на военном заводе выпускали снаряды, из деревни забрали лучшую технику, лошадей. Все легло на плечи женщин, стариков и детей. Люди работали на износ, урожаи убирали в основном вручную, землю вскапывали лопатой, пахали на быках и коровах, порой на себе. Единицей труда у колхозника были трудодни, не выработать которых он просто не имел права, это было чревато как для самого колхозника, так и для членов его семьи. И все же народ выжил.
. Определённые улучшения стали ощутимы лишь в конце 50-х годов. Село разрасталось, развивались различные производства: молочное, мясное (говядина и свинина), птицеводство, была даже своя паровая мельница. Рабочих насчитывалось до 250-ти человек. В эксплуатацию введены новые хозпостройки: типовой коровник, свинарник, телятник, гараж, стройцех, кузница. В полеводстве посевные площади занимали 3-3,5 тыс. га. Возделывали зерновые, силосные культуры, картофель и другие корнеплоды. Сбор зерна доходил до 3-3,5 тыс.тонн. Самая высокая урожайность была 18,9 ц с га, по отдельным участкам пшеницы собирали до 48 ц/га. Свиноферма и птицеводство просуществовали не долго. В молочном производстве наивысшие показатели были в конце 70 — начале 80-х г. Валовое производство молока в летний период достигало 100 ц в день… С наступлением Перестройки и всевозможных реорганизаций отрасль стала сокращаться, колхозу уже не суждено было встать на ноги. На данный момент его практически нет.
В 1961 году были профилированы улицы, а в конце 80-х — асфальтированы. Заметный вклад в развитие села внесли такие руководители, как Куликов Е. Ф., Серебренников Н. Т., Алгазин А. Я., Гаранин Г. Л., Юськов В. В., и управляющие отделением: Яковлев Я. А., Бабин В. М., Свиридов П. Н.
Быт и культура:
До 30-х г торговля в основном велась из так называемого магазина «на дому», или дома-лавки Шабановой М. А. В 30-е г построен большой сосновый магазин «Сельмаг». В начале 70-х открывается магазин промышленных товаров. Затем строятся ещё 2 продуктовых магазина, которые действуют и в настоящее время. Первые попытки организации клуба были на месте отдельных усадеб, на месте нынешней конторы (в здании старой школы). Нынешнее саманное здание построено в 1959 г. В 1959 г неподалеку от пилорамы была поставлена местная дизельная электростанция, работающая с 6 часов утра до 12 дня и вечером с 18 до 24 часов. К общей электросети деревня была подключена лишь в 1971 г. До 1963 года максимовцев обслуживал фельдшер из Бекишево. В 1963 открыт ФАП, первый фельдшер — Щитина А. Г., а санитарка — Тимофеева М. Т. В дальнейшем работали многие другие. Школа существовала уже в первые годы Советской власти в статусе начальной. С 1963 г она становится основной. Заведующими в разное время были Сомов И. А., Шмойлов Н. В., Титов Г. В. Помещения неоднократно менялись.

## Население
| 1926 | 2010 |
| ---- | ---- |
| 518  | ↘272 |

## Использованные материалы и ссылки
- https://wiki.obr55.ru/index.php?title=Участник:Деревня_Максимовка_(Тюкалинский_район_Омская_область)_Проект_Вехи_истории_школ_Тюкалинского_района%5B%5D